# Lujo Šuklje
Lujo Šuklje [lújo šúklje], slovenski montanist, predavatelj in akademik, * 21. september 1910, Hvar, † 18. junij 1997, Ljubljana.
Šuklje je deloval kot redni profesor za mehaniko tal in osnove tehnične mehanike Fakultete za arhitekturo, gradbeništvo in geodezijo v Ljubljani in bil redni član Slovenske akademije znanosti in umetnosti (od 20. marca 1979).